# آرون لوكاس
آرون لوكاس (بالإنجليزية: Aaron Lucas)‏ مواليد 14 ديسمبر 1979 في غرينفيل، هو لاعب كرة سلة أمريكي سابق. بدأ مسيرته الاحترافية في سنة 2002. يبلغ طوله 6 قدم 1.5 بوصة (1.9 م). اعتزل اللعب في 2007. لعب مع ليتوفوس رايتس وجاي إس إف نانتير.

## روابط خارجية
- آرون لوكاس على موقع كلية كرة السلة في سبورتس رفرنس.كوم (الإنجليزية)
- آرون لوكاس على موقع ريلجم (الإنجليزية)
- آرون لوكاس على موقع بروبوليرز (الإنجليزية)